# Ctenoneura fulva
Ctenoneura fulva es una especie de cucaracha del género Ctenoneura, familia Corydiidae. Fue descrita científicamente por Hanitsch en 1925.
Habita en Borneo.